# Plausibele ontkenning
Plausibele ontkenning (plausible deniability) is het kunnen ontkennen van schuld, veelal in een hiërarchische structuur, door geen gebruik te maken van directe en expliciete opmerkingen en bevelen, maar door indirect, dubbelzinnig en impliciet te zijn. Het maakt het mogelijk om verantwoordelijkheid te verplaatsen en draagt zo bij aan morele ontkoppeling.
Het begrip werd voor het eerst door de Central Intelligence Agency (CIA) gebruikt tijdens het presidentschap van John F. Kennedy. In dat geval betekende dit dat hoge overheidsfunctionarissen niet werden geïnformeerd over illegale CIA-activiteiten. Deze functionarissen konden zich dan verdedigen als de activiteiten werden ontdekt. Ze zouden in staat zijn om heel plausibel en misschien naar waarheid te zeggen dat ze er niets van wisten. Het betekende dat acties van de CIA niet konden worden toegeschreven aan de president van de Verenigde Staten.
Het concept is verbonden met het idee van een papieren spoor, waarbij journalisten bewijs vinden van orders of discussies tussen hooggeplaatste ambtenaren en agenten die de verboden handelingen verrichten. Het onderscheppen van telefoonberichten of e-mailberichten kan ook een bewijs zijn van wangedrag door ambtenaren. Als er geen definitief bewijs is van wangedrag door een ambtenaar, kan zijn/haar ontkenning als oprecht worden beschouwd. De ontkenning is plausibel (of, althans, zou waar kunnen zijn). Het bereikt een van de hoofddoelen van public relations: dat ambtenaren tenminste niet op heterdaad betrapt worden bij het doen van iets illegaals. Het effect van ambtenaren die op heterdaad worden betrapt, kan zeer ernstig zijn: een voorbeeld hiervan is Watergate-schandaal.
Henry II kon bijvoorbeeld zeggen: "Wie zal mij van deze turbulente priester bevrijden?" Hij kon dit nog minder direct formuleren: "Iemand zou daar iets aan moeten doen". Het bedoelde bericht wordt begrepen. Later, wanneer de daad is gedaan, kan de hooggeplaatste zeggen: "Het was nooit mijn bedoeling dat dit zou gebeuren".
Een plausibele ontkenning wordt bereikt als er geen gegevens worden bijgehouden van instructies. Het wordt onmogelijk om erachter te komen wie verantwoordelijk was voor de ondernomen acties. Als deze activiteiten openbaar worden, is voor hooggeplaatste functionarissen het ontkennen mogelijk van elke kennis van een dergelijke handeling, of van een verband met de personen die worden gebruikt om dergelijke handelingen uit te voeren. Het betekent meestal dat het van tevoren is gepland, waarbij de voorwaarden zijn vastgelegd om verantwoordelijkheid voor toekomstige acties of kennis te vermijden.